# Carlito syrichta
Carlito strychta é uma espécie conhecida localmente, nas Filipinas, como  "mawmag", no idioma Cebuano/Visayan, e "magô" em waray-waray, é uma espécie de társio, endêmico das Filipinas. É encontrado na parte sudeste do arquipélago, particularmente nas ilhas de Bohol, Samar, Leyte e Mindanau. É o único membro do gênero Carlito, depois da espécie ter sido retirada do gênero Tarsius. O nome do gênero é uma homenagem a Carlito Pizarras, estudioso dos társios e eminente conservacionista dos társios nas Filipinas.
Seus olhos enormes o ajudam a enxergar a noite.